# Salme Kann
Salme Kann (ur. 31 stycznia 1881 w Kanepi, zm. 26 października 1957 r. w Tartu) – estońska pedagog, dyrektorka chóru.

## Życiorys
Była córką nauczyciela Hansa Kanna (1849–1932) i Liisy Kann (z domu Pettai, 1856–1936). Jej siostrą była lingwistka Kallista Kann. W latach 1902–1904 studiowała śpiew w Konserwatorium Petersburskim pod kierunkiem Jelizawiety Fiodorowny Zwanziger, w latach 1904–1906 pod kierunkiem Caroliny Ferni, a w latach 1906–1907 pod kierunkiem Teodora Leszetyckiego. Dyplom uzyskała w 1908 r. Następnie ukończyła studia w Mediolanie (1908) i Florencji (1909–1910).

## Kariera
W 1911 r. wróciła do Estonii. Podczas I wojny światowej pracowała jako pielęgniarka w Moskwie, Woroneżu i Penzie. Od 1920 r. mieszkała w Tartu, a od 1920 do 1930 r. pracowała jako prywatna nauczycielka śpiewu w tym samym mieście. 
W 1926 r. założyła chór żeński „Valgelindi” przy tartuskim Związku Kobiet na rzecz Wstrzemięźliwości i była jego dyrektorką. W 1928 r. w Tartu powstało – za sprawą i pod przewodnictwem Salme Kann – Towarzystwo Śpiewacze Kobiet.
W latach 1940–1957 pracowała jako nauczycielka śpiewu klasycznego w Wyższej Szkole Muzycznej w Tartu (est.Tartu Kõrgem Muusikakool, od r. 1971 Heino Elleri Muusikakool). Od 25 sierpnia do 8 października 1944 r. była p.o. dyrektora szkoły. Do jej uczniów należały m.in. następujące osoby: Margarita Miglau, Kalmer Tennosaar i Hele Rähn.